# 1038

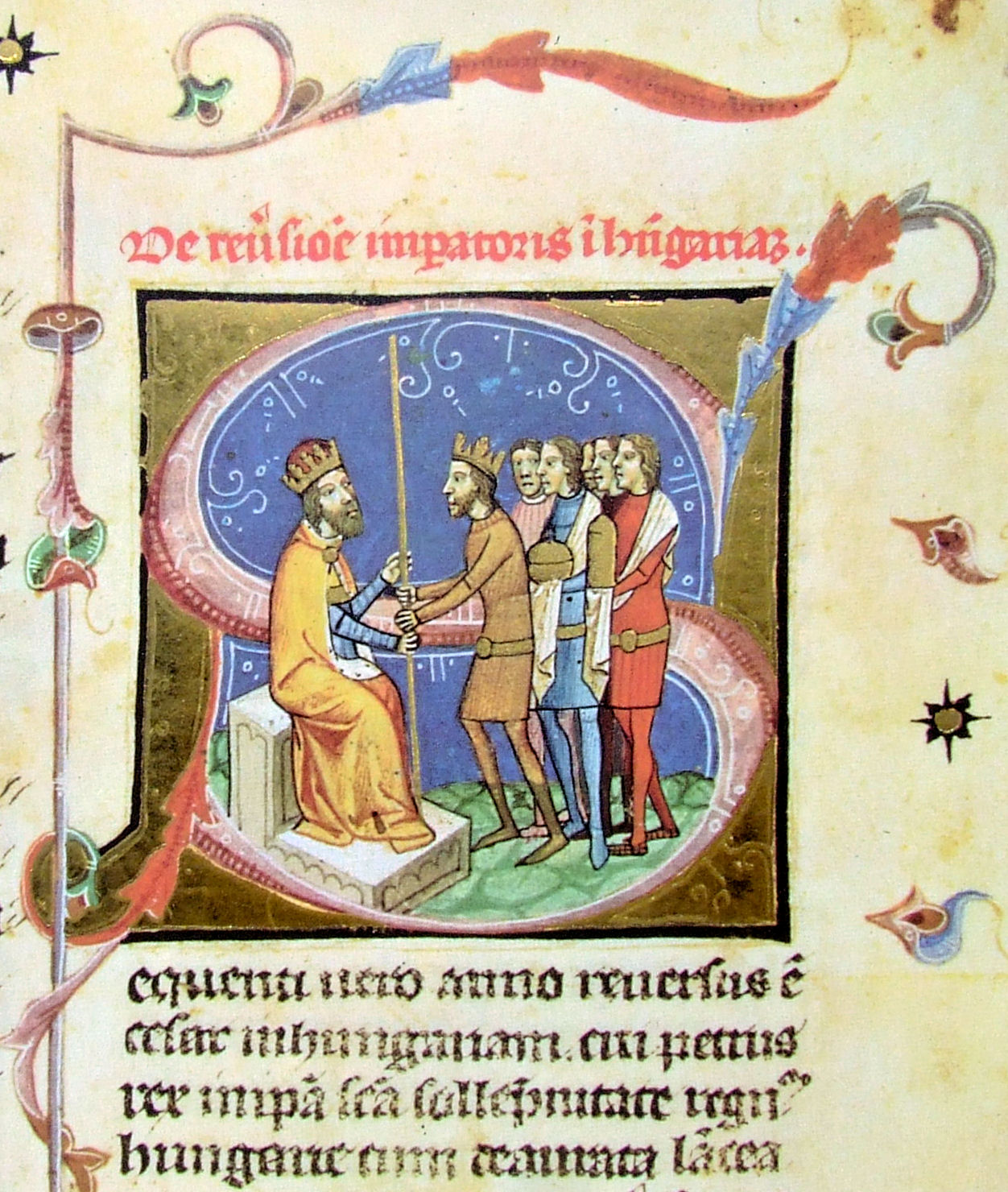
Peter I wordt koning van Hongarije (1038)

Het jaar 1038 is het 38e jaar in de 11e eeuw volgens de christelijke jaartelling.

## Gebeurtenissen

### Europa
- Hertog Casimir I ("de Restaurator") reist naar het hof van koning Hendrik III ("de Vrome") en ontvangt militaire steun om terug aan de macht te komen. Hij leidt een expeditieleger (ongeveer 1.000 man) met 500 ridders en trekt de rivier de Oder over. Casimir verovert geleidelijk Groot en Klein-Polen.[1]
- 23 april - Liudolf I (of Brunswijk), heerser van Midden-Friesland, overlijdt tijdens een reis (vergezeld door keizer Koenraad II) naar Italië. Hij wordt opgevolgd door zijn 14-jarige zoon Bruno II.[2]
- 28 juli - Herman IV, hertog van Zwaben, overlijdt bij Napels tijdens een veldtocht tegen de Normandiërs in Zuid-Italië. Hij wordt opgevolgd door Hendrik III, zoon van Koenraad II ("de Saliër").[3]
- 15 augustus - Koning Stefanus I ("de Heilige") overlijdt na een regeerperiode van 38 jaar. Hij wordt opgevolgd door zijn 27-jarige neef Peter I ("de Venetiaan") als heerser van Hongarije.[4]

### Azië
- De Seltsjoeken onder leiding van Togrul Beg veroveren de steden Herat, Merv en Nisjapoer. Hij wordt tot sultan gekroond en maakt van Nisjapoer zijn hoofdstad.

### Religie
- Eerste schriftelijke vermeldingen van Aarsele, Lede en Odegem (huidige Steenbrugge).

## Geboren
- Ansverus, Duits monnik, abt en heilige (overleden 1066)
- Boudewijn I, Frans edelman en graaf (overleden 1091)

## Overleden
- 23 april - Liudolf I, Duits edelman en heerser over Midden-Friesland
- 4 mei - Godehardus van Hildesheim (78), Duits bisschop en heilige
- 18 juli - Gunhilde van Denemarken (17), echtgenote van Hendrik III
- 28 juli - Herman IV (~23), Duits edelman en hertog (1015 - 1038)
- 15 augustus - Stefanus I ("de Heilige") (63), koning van Hongarije
- 3 december - Emma van Lesum, Duits edelvrouw (of van Stiepel)
- 15 december - Willem VI ("de Dikke") (34), hertog van Aquitanië